# Obra Misional Pontificia de la Santa Infancia
La Obra Misional Pontificia de la Santa Infancia, conocida también como Infancia y Adolescencia Misionera (IAM) es una organización internacional benéfica católica al servicio de las misiones.
Es una de las cuatro obras misionales pontificias tiene como objetivo primordial es animar e incentivar a los niños, adolescentes y a sus animadores a tomar conciencia y asumir un compromiso con la evangelización universal, especialmente con la cooperación espiritual y material.

## Fundación
En 1843, monseñor Charles de Forbin Janson, obispo de Nancy, Francia, fundó la Infancia y Adolescencia Misionera con el objetivo de auxiliar las misiones en otros países a través de los niños.
Lo motivaron las cartas y noticias que recibía de los misioneros de China, especialmente, en las que le informaban la difícil situación de los niños lugar. Siguiendo el consejo de Pauline Jaricot, quien había fundado la Sociedad para la Propagación de la Fe unos veinte años antes, estableció una organización benéfica con el nombre de Asociación de la Santa Infancia (Association de la Sainte Enfance) y la encomendó a la protección del Niño Jesús.
El objetivo de la obra fue que "los niños (y adolescentes) ayuden a los niños (y adolescentes)", es decir, generar un espacio en el que los niños sean formados e incentivados a asumir un compromiso con la misión universal de la Iglesia católica y traducirlo en acciones concretas.
Las acciones propuestas por Forbin Janson, que continúan vigentes son: "un Ave María cada día, una moneda al mes", lo que más tarde se denominaría: cooperación espiritual y material.
La obra se propagó rápidamente por toda Francia, Europa, y posteriormente en América, Oceanía, Asia y África. 
Los papas y otros dignatarios eclesiásticos aprobaron la asociación y la recomendaron a los fieles católicos.
El Papa Pío IX, durante una audiencia el 18 de julio de 1856, la elevó al rango de institución canónica, le confirió un cardenal protector y pidió a todos los obispos que la introdujesen en sus diócesis. El Papa León XIII, en la carta encíclica Sancta Dei civitas (3 de diciembre de 1890), la bendijo y la recomendó de nuevo a los obispos.
El 3 de mayo de 1922 el Papa Pío XI la bendijo y elevó a la categoría de obra misional pontificia. Actualmente la IAM está implantada en más de 117 países de todos los continentes y ayuda a millones de niños y adolescentes del mundo.